# جيفري لويد
جيفري لويد هو فارس صيني، ولد في 1961.